# Estúdios Globo
Estúdios Globo (anteriormente chamado de Projac, abreviatura de Projeto Jacarepaguá) é o centro de produção televisiva da TV Globo, localizado entre os bairros de Jacarepaguá, lados oeste e norte da Estrada de Curicica, e de Curicica, lados leste e sul da Estrada de Curicica, na zona oeste da cidade do Rio de Janeiro. E os estúdios de produção, jornalismo e esportes de São Paulo, ficam no bairro da Vila Cordeiro (Brooklin Novo).
Inaugurado em 2 de outubro de 1995 como parte das comemorações de 30 anos da Globo, seu complexo de estúdios é considerado o maior centro de produção de conteúdo televisivo da América Latina e um dos maiores do planeta, com uma área total de 1,73 milhão de metros quadrados. O complexo se encontra no lado do Parque Estadual da Pedra Branca, onde se encontra o Maciço da Pedra Branca.
Em 2016, como uma preparação para o projeto Uma Só Globo, o Projac foi renomeado para Estúdios Globo e, com a efetivação do projeto, foi institucionalizado e se tornou o braço de produção de conteúdo da Globo.

## História

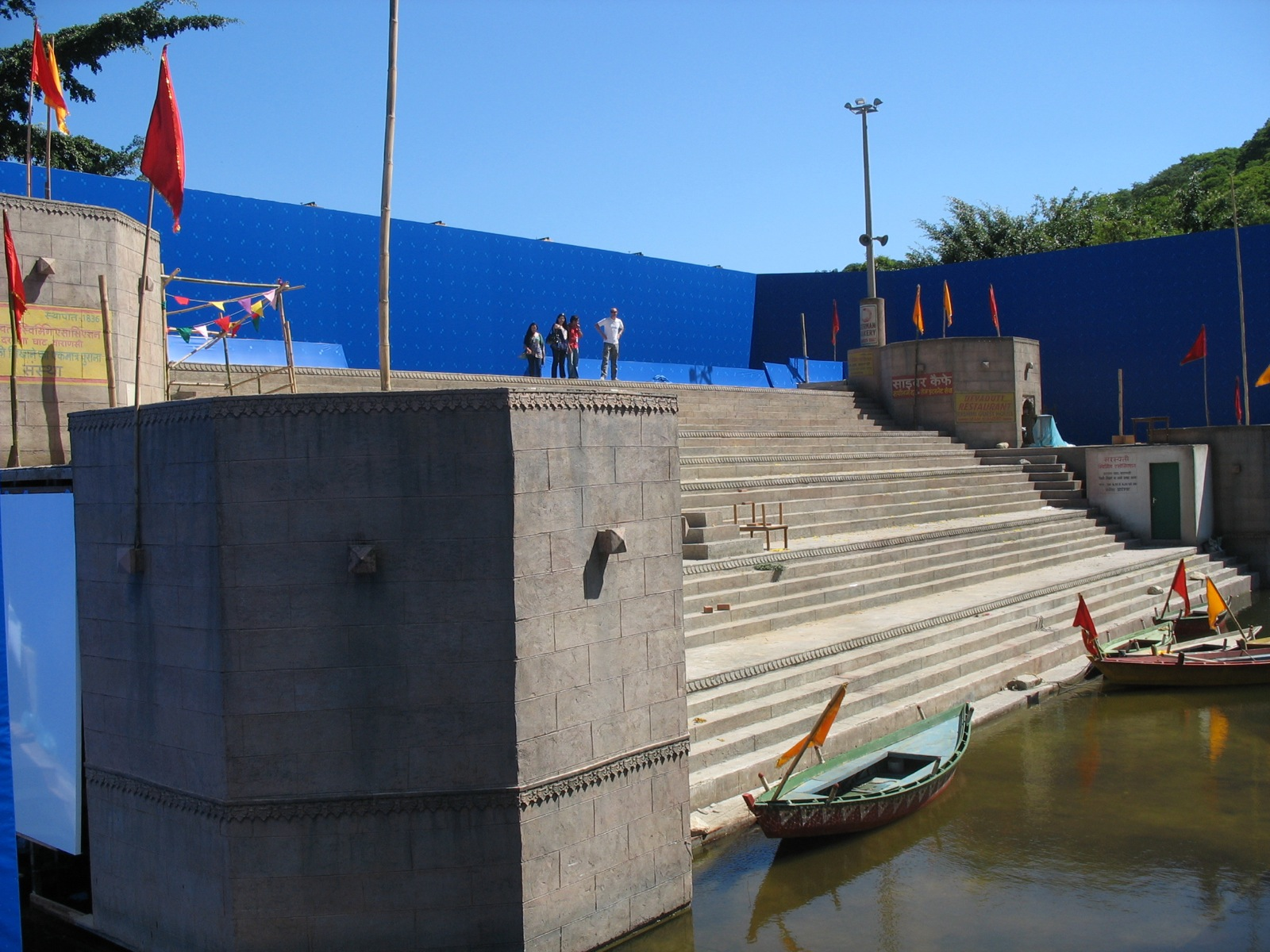
Reprodução do rio Ganges para a telenovela Caminho das Índias na cidade cenográfica dos Estúdios Globo.

Os antigos estúdios da TV Globo, abertos em 1965, ficaram pequenos para as produções da emissora. Em 1975, foi inaugurado o Teatro Fênix para produções de programas de auditório. Em 1980, constatou-se que as instalações da emissora ficariam impróprias em pouco tempo. Foi projetado então o Projeto Jacarepaguá, abreviado como Projac, para concentrar e abrigar os estúdios, administração, produção, direção. A grandiosidade do Projac, entre a concepção e a inauguração, constitui-se em uma empreitada que levou quase quinze anos para ficar pronta. Até a inauguração do Projac, as operações da Globo eram descentralizadas em diferentes partes da cidade do Rio de Janeiro: a fábrica de cenários estava localizada em Bonsucesso, as oficinas eram em São Cristóvão e as produções eram gravadas em estúdios de algumas produtoras, como a Tycoon, Renato Aragão Produções, Cinédia e a Herbert Richers, além de produzir alguns programas de auditório no Teatro Fênix.
Em 1985, a extinta Rede Manchete, principal concorrente da TV Globo na década de 1980 e início da década de 1990, inaugurou 10 anos antes do Projac o primeiro complexo de televisão centralizado no Brasil, denominado Complexo de Televisão de Água Grande (CTAG), localizado em Irajá, na Zona Norte do Rio de Janeiro, que esteve em operação até 1998 e possuía três estúdios dedicados à produção de novelas (um deles com 1960 m² - sendo o maior estúdio de televisão do país até os anos 2000) e um dedicado à linha de shows.
Em 2011, o diretor de arte da TV Globo, Mário Monteiro, anunciou que a qualidade do projeto impressionaria os estrangeiros, que "o objetivo era ultrapassar Hollywood", e que isso "seria só uma questão de tempo", com a ampliação em mais quatro estúdios, que ocupariam 300 mil m², fazendo com que a área do Projac passe de 1,6 milhão de m² para 1,9 milhão de m².
Desde o dia 25 de fevereiro de 2016, o complexo de estúdios deixou de ter o nome de Projac e passou a se chamar Estúdios Globo, com antigo selo de encerramento e assinatura. A nova diretoria da emissora aposentou o antigo nome por não considerar mais um título forte e moderno. Desde então, programas de auditório e variedades e novelas passaram a ter assinatura com o nome de Estúdios Globo.
Em 2023, foi criado do departamento de telefilmes originais dos Estúdios Globo, para exibições no Globoplay e TV Globo.

## Complexo
Em 26 de janeiro de 2017, os Estúdios Globo anunciaram a construção do estúdio K, o maior estúdio de telenovelas dentre os outros dez que já existiam, para atender às produções da TV Globo. O novo espaço teria capacidade de abrigar todos os cenários de uma novela, evitando o trabalho do montagem e desmontagem, otimizando assim a produção.
Em 8 de agosto de 2019, foi inaugurado o Módulo de Gravação 4 (MG4), incorporando três novos estúdios (K, L, M), com área construída de 26 mil m². O complexo passou a ocupar uma área total de 1,73 milhão de m², com treze estúdios de gravação, ampliando a capacidade de produção de novelas, séries, minisséries, realities, formatos originais, programas de humor e variedades. Os três estúdios denominados (MG4) tiveram um investimento de mais de R$ 200 milhões, as novas instalações são uma comunhão do que há de melhor na indústria audiovisual com a expertise Globo, que desenvolveu, in house, soluções inovadoras no mercado mundial. O redesenho de processos de gestão e produção, aliados aos novos padrões de tecnologia, pretendem trazer maior flexibilidade para a produção de conteúdo da Globo. A ampliação dos Estúdios Globo é considerada uma conquista não só da empresa, mas da cultura brasileira. Em um complexo que já conta com produção média anual de cerca de 3.000 horas de entretenimento, os estúdios possibilitarão à Globo ampliar ainda mais a sua capacidade de produção, trazendo novas as possibilidades para o desenvolvimento de seus talentos.
|}

## Diretores de gênero
- Rodrigo Dourado - Realitys
- Claudio Marques - Variedades[18]
- Monica Almeida - Auditório[19]
- José Luiz Villamarim - Dramaturgia
- Patricia Pedrosa - Humor
- Joana Thimóteo - Música e eventos

## Produções em andamento

### TV Globo Rio de Janeiro (Geradora 1)

#### Entretenimento
- Caldeirão com Mion[20]
- Domingão com Huck[20]
- É de Casa[20]
- Lady Night[20]
- Que História É Essa, Porchat?[20]

#### Reality
- Big Brother Brasil[20]
- Estrela da Casa[20]
- Chef de Alto Nível[20]

#### Especiais
- Criança Esperança[20]
- Roberto Carlos Especial[20]

#### Jornalismo
- Bom Dia Brasil[20]
- Fantástico[20]
- Jornal Nacional[20]

#### Locais
- Bom Dia Rio[20]
- RJTV 1ª edição[20]
- RJTV 2ª edição[20]
- Globo Comunidade RJ[20]

#### Esporte
- Esporte Espetacular[20]
- Globo Esporte RJ[20]
- Central da Copa[20]
- Segue o Jogo[20]

#### Séries
- Encantado's[20]
- Os Outros[20]
- Tô Nessa[20]

#### Novelas
- Dona de Mim[20]
- Vale Tudo[20]
- Êta Mundo Melhor![20]
- Três Graças[21]

### TV Globo São Paulo (Geradora 2)

#### Entretenimento
- Altas Horas[22]
- Encontro com Patrícia Poeta[22]
- Mais Você[22]
- Conversa com Bial[22]
- Viver Sertanejo[22]
- Aberto ao Público[22]

#### Jornalismo
- Globo Repórter[22]
- Globo Rural[22]
- Hora Um da Notícia[22]
- Jornal da Globo[22]
- Jornal Hoje[22]
- Profissão Repórter[22]
- Bom Dia Sábado

#### Locais
- Bom Dia São Paulo[22]
- SPTV 1ª edição[22]
- SPTV 2ª edição[22]
- Antena Paulista[22]

#### Esporte
- Globo Esporte SP[22]

## Produções Originais Globoplay
O Globoplay é um serviço brasileiro de assinatura de vídeo sob demanda do Grupo Globo. O serviço oferece séries originais, conteúdo recém-veiculado nas instalações do Grupo Globo e conteúdo da biblioteca da TV Globo, além de transmissões ao vivo do canal principal da afiliada da Rede Globo, onde disponíveis.
A lista das produções originais globoplay, você pode acompanhar no artigo citado abaixo:

## Filmes Originais Estúdios Globo
Desde 2023, apesar da existência da Globo Filmes (divisão de produções cinematográficas da Globo), os Estúdios Globo passaram a produzir e distribuir diretamente filmes utilizando a estrutura própria disponível.
| Ano  | Título                 |
| ---- | ---------------------- |
| 2023 | Ritmo de Natal         |
| 2024 | Dona Lurdes - O Filme  |
| 2025 | Vítimas do Dia         |
| 2025 | Confia: Sonhos de Cria |
| 2025 | A Lista                |
| 2025 | Fábrica de Sonhos      |
| 2025 | Coisa de Novela        |